# 에우보이아만

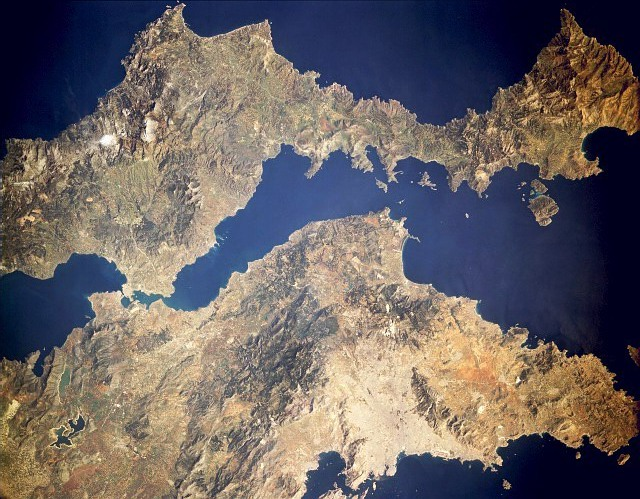

에우보이아만(Gulf of Euboea)은 에우보이아섬(북동쪽 해안선)과 그리스 본토(남서쪽 해안) 사이에 있는 에게해 하구이다. 대각선으로 북서 – 남동쪽을 향해 있으며, 만은 할키스가 자리잡고 있는 좁은 에우리포스 해협으로 나누어져 있다. 에우보이아 북쪽 만은 길이가 80km 정도이며, 너비는 24km에 이르며, 에우보이아 남쪽 만은 갈아 48km에 최대 너비가 14km에 이른다.